# Kim Yong-hwa
Kim Yong-hwa (hangeul : 김영화 ; RR : Gim Yong-hwa ; MR : Kim Yong-hwa) est un réalisateur et scénariste sud-coréen, né le 25 septembre 1971 à Chuncheon (Gangwon).

## Biographie

### Jeunesse et formation
Kim Yong-hwa naît le 25 septembre 1971 à Chuncheon, dans la province de Gangwon.
Il est diplômé de cinéma de l'université Chung-Ang, mais, en raison de difficultés financières, il lui faut une décennie pour obtenir son diplôme.
En 1999, son projet de fin d'études est le court métrage In the jungle (자반 고등어) sur l'histoire de deux frères (dont l'un des deux est sourd) prenant soin de leur mère malade en phase terminale et qui doivent quitter l'hôpital après avoir payé les factures en retard. Ce dernier film remporte des prix à la 42e cérémonie du festival international du film de Rochester (en) et à la 33e cérémonie du festival international du film de Houston en 2000.

### Carrière
Dans les années 2000, pour son premier long métrage, Kim Yong-hwa écrit et réalise Oh! Brothers (오! 브라더스), une comédie sur un détective privé amoral endetté qui apprend à la mort de son père qu'il a un demi-frère plus jeune atteint de la progéria, avec Lee Jeong-jae et Lee Beom-soo. Ce film est le sixième plus gros succès sud-coréen de l'année 2003 avec 3,2 millions d'entrées.
En 2006, il fait jouer Kim Ah-joong dans 200 Pounds Beauty (미녀는 괴로워), inspiré du manga Kanna's Big Success ! de Yumiko Suzuki à propos d'une femme obèse qui voit sa vie transformée après une chirurgie plastique lourde et devient une pop star. Comédie romantique et satire d'une société hypocrite qui accorde trop d'importance à l'apparence, les thèmes du film sur la beauté et l'estime de soi trouvent écho auprès du public féminin coréen, et le film est un succès surprise avec 6,6 millions d'entrées, en faisant le troisième plus grand succès sud-coréen de l'année. Le réalisateur remporte le prix de Nouveau réalisateur à la 30e cérémonie des Golden Cinematography Awards en 2007, et reçoit plusieurs nominations pour son travail de réalisateur et de scénariste.
Les critiques le reconnaissent pour ses films commerciaux intelligents et bien réalisés, ainsi que pour avoir défié le préjugé contre le handicap physique et l'obésité dans la société sud-coréenne. Il déclare : « La comédie commence avec la douleur. Mais est-il vraiment préférable de décrire cette douleur d'une manière douloureuse ? Si l'on a vraiment ressenti de la douleur, et que l'on est vraiment allé au fond, je doute qu'on en mette vraiment un côté brut. Je suis attiré par un film qui contient à la fois de la joie et de la tristesse, tout en restant simple et léger. Ma réponse à la comédie est d'inclure à la fois « une larme et un sourire » ».
En 2009, son film sportif Take Off (국가대표) devient le troisième succès consécutif. Avec Ha Jeong-woo, Kim Dong-wook (en), Kim Ji-seok (en), Choi Jae-hwan, Lee Jae-eung et Sung Dong-il (en) comme membres d'un groupe d'athlètes formé pour soutenir la candidature olympique de la ville de Muju City en 1996, mais dont la passion et l'esprit de compétition leur valent une place aux Jeux olympiques d'hiver de 1998 de Nagano. Le scénario est inspiré de l'histoire vraie de l'équipe nationale de saut à ski souvent négligée, qui a fait face à un faible soutien du pays et à des conditions défavorables, mais qui a ensuite remporté plusieurs médailles successives à l'Universiade d'hiver. Selon le réalisateur, le protagoniste joué par Ha Jeong-woo, un ex-skieur alpin junior adopté et élevé aux États-Unis qui revient, en Corée du Sud, à la recherche de sa vraie mère, est inspiré par la vie de l'athlète Toby Dawson. Take Off devient le deuxième plus grand succès sud-coréen de l'année avec 8,8 millions d'entrées. Il remporte le prix de Meilleur réalisateur à la 29e cérémonie des Korean Association of Film Critics Awards, à la 46e cérémonie des Grand Bell Awards, et à la 30e cérémonie des Blue Dragon Film Awards, tandis que Take Off gagne le prix de meilleur film à la 17e cérémonie des Chunsa Film Art Awards et à la 46e cérémonie des Baeksang Arts Awards,.
Il travaille ensuite sur un projet plus ambitieux avec Mr. Go (en) (미스터 고) qui dispose d'un budget de 22,5 millions de dollars (l'un des plus grands de l'histoire du cinéma sud-coréen), dont 5 millions de dollars provenant de la Huayi Brothers de Chine. Inspiré du manhwa La 7e équipe (1984) de Huh Young-man (en), le film raconte l'histoire d'une jeune fille de 15 ans — jouée par Xu Jiao — qui tente de sauver le cirque de son grand-père après le séisme de 2008 au Sichuan en devenant l'agent sportif d'un gorille joueur de baseball nommé Ling Ling — inspiré de Christian le lion (en) —. Mr. Go est tourné en 3D et le réalisateur fonde une nouvelle société d'effets visuels, Dexter Studios, pour développer et innover dans les techniques de capture de mouvement et de capture de mouvement facial (en), et un programme de reproduction de la fourrure en numérique pour rendre le gorille aussi réaliste que possible; une équipe de plus de 500 animateurs et professionnels d'infographie passe quatre ans sur la production et plus d'un an sur le montage. Le film sort simultanément en Corée du Sud et en Chine en 2013. Ce n'est pas un succès commercial en Corée du Sud, mettant fin à la série de succès du réalisateur au box-office national. Cependant, il s'en sort mieux en Chine continentale, où il est distribué en tant que film pour enfants et diffusé exclusivement dans les cinémas 3D (avec des prix supérieurs), faisant plus que doubler les recettes sud-coréennes,. Mr. Go permet également à Dexter Studios de se faire un nom, étant maintenant reconnu comme un pionnier des effets visuels en Corée.
Son film suivant, Along With the Gods : Les Deux Mondes (신과함께-죄와 벌), est le premier projet sud-coréen à être pensé dès le départ à devoir être réalisé en deux volets. Sorti le 20 décembre 2017, il totalise plus de 3,5 millions d'entrées dès sa première semaine d'exploitation.

## Filmographie

### Réalisateur

#### Longs métrages
- 2003 : Oh! Brothers (오! 브라더스)
- 2006 : 200 Pounds Beauty (미녀는 괴로워)
- 2009 : Take Off (국가대표)
- 2013 : Mr. Go (en) (미스터 고)
- 2017 : Along With the Gods : Les Deux Mondes (신과함께-죄와 벌)
- 2018 : Along With the Gods : Les 49 Derniers Jours (신과함께-인과 연)
- 2023 : The Moon (더 문)

#### Court métrage
- 1999 : In the jungle (자반 고등어)

### Scénariste

#### Longs métrages
- 2003 : Oh! Brothers (오! 브라더스) de lui-même
- 2006 : 200 Pounds Beauty (미녀는 괴로워) de lui-même
- 2009 : Take Off (국가대표) de lui-même
- 2013 : Mr. Go (en) (미스터 고) de lui-même
- 2017 : Along With the Gods : Les Deux Mondes (신과함께-죄와 벌) de lui-même
- 2018 : Along With the Gods : Les 49 Derniers Jours (신과함께-인과 연) de lui-même
- 2023 : Project Silence (탈출: Project Silence) de Kim Tae-gon
- 2023 : The Moon (더 문) de lui-même

#### Court métrage
- 1999 : In the jungle (자반 고등어) - Réalisateur, scénariste

### Producteur

#### Longs métrages
- 2009 : Take Off (국가대표) de lui-même (coproducteur)
- 2011 : Far Away : Les Soldats de l'espoir (마이웨이) de Kang Je-gyu
- 2013 : Mr. Go (en) (미스터 고) de lui-même
- 2017 : Along With the Gods : Les Deux Mondes (신과함께-죄와 벌) de lui-même
- 2018 : Along With the Gods : Les 49 Derniers Jours (신과함께-인과 연) de lui-même
- 2019 : Cheer Up, Mr. Lee (힘을 내요, 미스터 리) de Lee Gae-byok (coproducteur)
- 2019 : Destruction finale (백두산) de Kim Byeong-seo et Lee Hae-joon
- 2021 : Escape from Mogadishu (모가디슈) de Ryoo Seung-wan
- 2023 : Project Silence (탈출: Project Silence) de Kim Tae-gon
- 2023 : The Moon (더 문) de lui-même